# كارل بروكلمان
 كارل بروكلمان (بالألمانية: Carl Brockelmann) (17 سبتمبر 1868 - 6 ماي 1956) في مدينة روستوك، وكان مستشرق ألماني. بدأ دراسة اللغة العربية وهو في المرحلة الثانوية، كانت أشد أمانيه العيش فيما وراء البحار، وذلك بسبب انحدار حياة الأعمال في روستوك، وتطلع العديد من التجار إلى العمل فيما وراء البحار. وهو لا يزال في الثانوي، بدأ يدرس السريانية، والآرامية الكتابية، وأتقن العبرية. درس في الجامعة بالإضافة إلى اللغات الشرقية اللغات الكلاسيكية (اليونانية واللاتينية) ودرس على يدي المستشرق ثيودور نولدكه
كلفه نولدكه بالقيام بدراسة عن العلاقة بين كتاب الكامل في التاريخ لابن الأثير، وكتاب أخبار الرسل والملوك للطبري، وقد استطاع الحصول على الدكتوراه الأولى عام 1890.
انتخب بروكلمان في مجاميع: برلين وليبزيج وبودابست وبون ودمشق، وغيرها.

## أهم مؤلفاته

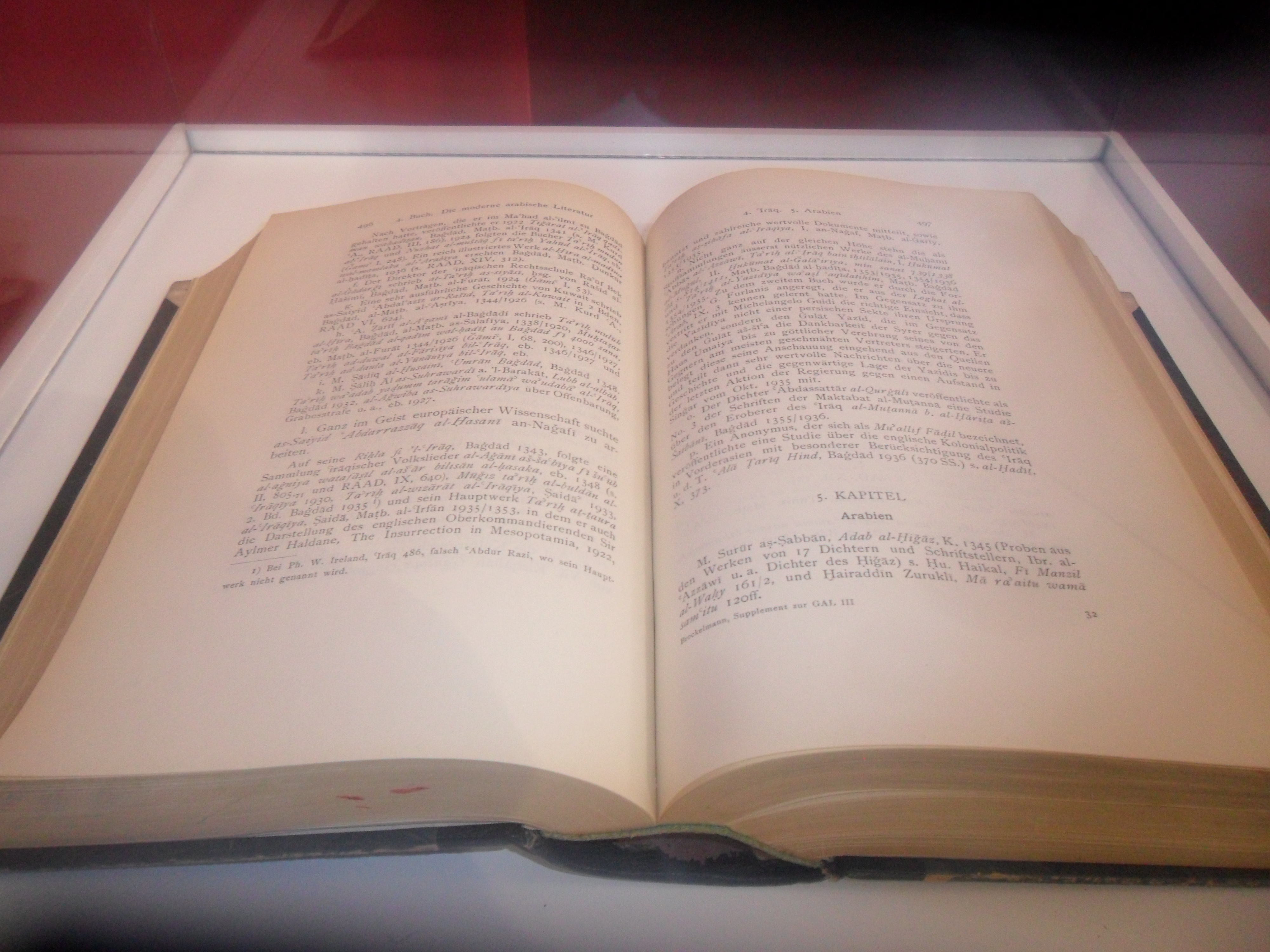
صفحة من كتاب تاريخ الأدب العربي باللغة الألمانية سنة 1909م.

1. العلاقة بين كتاب الكامل في التاريخ لابن الأثير، وكتاب أخبار الرسل والملوك للطبري، رسالة دكتوراه. 1890
2. ديوان لبيد مترجم من طبعة فيينية. 1891
3. كتاب تلقيح فهوم أهل الآثار في مختصر السير والأخبار، رسالة الأستاذية. 1893
4. المعجم السرياني. 1895
5. كتاب الوفا في فضائل المصطفى، مخطوط. 1895
6. تاريخ الآداب العربية، المجلد الأول. 1898 ، عمل عبد الحليم النجار في ترجمة هذا الكتاب فعاجلته الوفاة قبل أن ينجزه.

اهتم بدراسة التاريخ الإسلامي وله في هذا المجال كتاب مشهور (تاريخ الشعوب الإسلامية)، نقله إلى العربية نبيه أمين فارس ومنير البعلبكي.
ومن أشهر مؤلفاته كتاب تاريخ الأدب العربي الذي ترجم في ستة مجلدات وفيه رصد لما كتب في اللغة العربية في العلوم المختلفة من مخطوطات ووصفها ومكان وجودها. كما أنه أول من نشر كتابًا عربيًا قديمًا مجهولًا عن فنون المعاشرة اسمه نواضر الأيك في معرفة النيك ونسبه زورًا للإمام السيوطي،[محل خلاف] غير أن هذا الكتاب غير مذكور في فهرست مؤلفات الإمام التي كتبها بنفسه.

## وصلات خارجية
- كارل بروكلمان على موقع أرشيف الشارخ.
- بروكلمان (كارل ـ) - الموسوعة العربية